# Seven Brides for Seven Brothers
Seven Brides for Seven Brothers is een Amerikaanse film uit 1954, gefilmd in CinemaScope. De film is met name beroemd vanwege de unieke choreografie van Michael Kidd die zelfs rond het hakken van hout dansnummers kon maken. Hoofdrollen voor Howard Keel en Jane Powell, onder regie van Stanley Donen. 
De film was een groot succes in de bioscopen en kreeg een Oscar-nominatie voor Beste film. Gezien het feit dat MGM de film zag als een B-film, het productiebudget verminderde en weinig deed aan promotie was dit een gigantisch succes voor regisseur Stanley Donen. Deze bewees hiermee dat hij niet langer in de schaduw van zijn voormalige partner Gene Kelly hoefde te staan.
De film is gebaseerd op het kort verhaal "The Sobbin' Women" van Stephen Vincent Benét; op zijn beurt geïnspireerd op de Sabijnse maagdenroof van Plutarchus.
De film werd in 2004 geconserveerd in het National Film Registry van de Library of Congress.

## Verhaal
Adam Pontipee, een houthakker die werkt in de bergen, brengt zijn nieuwe bruid Milly naar zijn hut. Tot grote verbazing van Milly blijkt Adam samen te wonen met zes broers, echte rouwdouwers. Ze worden door Milly een beetje opgevoed: ze leren manieren en zelfs hoe ze moeten dansen. Daarop willen ze naar de stad. Tijdens een feest ontmoeten ze zes meisjes. Vervelend genoeg zijn er kapers op de kust: verschillende mannen uit de stad zijn ook uit op de meisjes. 
Al snel ontstaat een gevecht tussen de broers en de mannen uit de stad. De broers worden gearresteerd en uit de stad verbannen. De winter valt in en Adam wordt gek van zijn mopperende broers en roept uit dat ze hun vrouwen gewoon moet gaan halen. De broers trekken naar de stad en ontvoeren hun bruiden. Ze veroorzaken een lawine om te voorkomen dat de vrouwen worden teruggehaald. 
Ze zijn echter vergeten een priester mee te nemen. Milly stuurt de broers naar de schuur en laat de meisjes in de hut wonen. Adam wordt ook boos en vlucht weg naar een andere hut. Als de lente aanbreekt, zijn de broers en de meisjes duidelijk verliefd en bevalt Milly van een dochter. Als Adam dit hoort, komt hij terug en beveelt zijn broers de meisjes terug te brengen. Maar de broers en de meisjes weigeren. Als niet lang daarna de mensen uit de stad arriveren om hun verloren dochters terug te halen, ontstaat weer een heel gevecht. Als de getroffen vaders aan de winnende hand zijn, ziet het er penibel uit voor de broers die moeten vrezen om te worden opgehangen. Als ze echter de baby horen huilen denken de vaders dat hun dochters zijn bevallen. De broers bevestigen dit haastig en worden vervolgens allemaal 'gedwongen' in de echt verbonden.

## Rolbezetting
| Acteur            | Personage                     |
| ----------------- | ----------------------------- |
| Howard Keel       | Adam Pontipee                 |
| Jane Powell       | Milly Pontipee                |
| Jeff Richards     | Benjamin Pontipee             |
| Matt Mattox       | Caleb Pontipee                |
| Marc Platt        | Daniel (Dan) Pontipee         |
| Jacques d'Amboise | Ephraim Pontipee              |
| Tommy Rall        | Frankincense (Frank) Pontipee |
| Russ Tamblyn      | Gideon Pontipee               |
| Julie Newmar      | Dorcas Gailen                 |
| Ruta Lee          | Ruth Jebson                   |
| Norma Doggett     | Martha                        |
| Virginia Gibson   | Liza                          |
| Betty Carr        | Sarah Kine                    |
| Nancy Kilgas      | Alice Elcott                  |
| Ian Wolfe         | Rev. Elcott                   |
| Marjorie Wood     | Mrs. Fred Bixby               |
| Russell Simpson   | Fred Bixby                    |
| Howard Petrie     | Pete Perkins                  |

## Productie
De productie ging van start met de werktitel "Sobbin' Women", later gewijzigd in A Bride for Seven Brothers, om ten slotte uit te komen op Seven Brides for Seven Brothers. MGM was vijf jaar bezig geweest om de rechten te verwerven op het korte verhaal "Sobbin'Women" van Benét. Probleem was dat Joshua Logan een optie had om het verhaal te bewerken tot een Broadwayproductie. Toen Logan van zijn optie afzag, verwierf MGM de rechten en kon producer Jack Cummings beginnen. 
Cummings koos Stanley Donen als regisseur: hij kende hem van On the Town en Singin' in the Rain. Een van de eerste zaken waarover de knoop werd doorgehakt was de muziek: het plan van Cummings was om bestaande Amerikaanse volksliedjes gebruiken. Hij kon echter geen passende nummers vinden en samen met Donen besloot hij om nieuwe liedjes te laten schrijven. 
De ervaren Michael Kidd werd benaderd voor de choreografie. maar deze hield de boot af: hij had een zwaar Broadway-seizoen achter de rug en zocht rust. Nadat Cummings de muziek liet horen, ging Kidd alsnog overstag. 
Tegelijk met Seven Brides for Seven Brothers ging ook musicalfilm Brigadoon in productie. MGM verwachtte veel meer van die laatste film en sneed in het budget van Seven Brides for Seven Brothers ten gunste van Brigadoon. De geplaagde Donen mocht om die reden slechts éénmaal op locatie filmen; hij moest zich behelpen met geschilderde achtergronden. Het budget voor de rest van de crew was al even zuinig, zo fabriceerde kostuumontwerper Walter Plunkett de kostuums van de zeven bruiden uit afgedankte quiltdekens die hij vond bij het Leger der Heils. 
Donen werkte snel en voltooide de opnames in 48 dagen. MGM eiste dat hij twee versies opnam, een CinemaScope-versie en een normale versie. Donen nam de scènes voor widescreen 's morgens op en de normale versie in de middag. Uiteindelijk werd de normale versie niet gebruikt. Slechts één keer filmde Donen op locatie, de lawine werd opgenomen in Corral Creek Canyon, in Sun Valley, Utah.

### Casting
Bij de productie lag de nadruk op de unieke en veeleisende choreografie van Michael Kidd. Voor de zes broers en hun bruiden wilde hij geen gevestigde namen. Alleen voor de hoofdrollen werd gekozen voor gevestigd acteur en zanger Howard Keel en actrice Jane Powell. Kidd selecteerde de broers en de bruiden met name op atletische en dansvaardigheden. 
Van de zes broers waren er vier professionele dansers (Matt Mattox, Marc Platt, Jacques d'Amboise, and Tommy Rall), de andere twee waren gymnast (Russ Tamblyn) en honkbalspeler (Jeff Richards). Richards was weliswaar atletisch, maar geen danser en werd wat weggemoffeld bij de dansnummers, dit tot gruwel voor 'zijn' bruid Julie Newmar, wèl een getrainde danseres. Jacques d'Amboise had de meeste danservaring, maar omdat hij uitgeleend was door het New York City Ballet moest hij halsoverkop terug, voordat de opnamen afgerond waren. Om die reden werd zijn personage in een aantal scènes overgenomen door een plaatsvervanger.
Toen Donen zijn acteurs bijeen had viel op dat de broers in uiterlijk nauwelijks verschilden van hun stadse concurrenten. Om toch onderscheid te maken kregen de zeven broers rood haar. 
De zes bruiden konden wèl op professioneel niveau dansen, maar niet op dat niveau zingen. Hun nummers werden opnieuw ingezongen: de nummers van Julie Newmar werden ingezongen door Betty Allen, die van Rita Kee door Bette Noyes, die van Betty Carr door Norma Zimmer, in de postproductie die van Nancy Kilgas door Marie Green. Dit gebeurde ook bij sommige broers. De stem van Matt Mattox werd ingezongen door Bill Lee.

## Muziek
De volgende nummers, muziek: Saul Chaplin en Gene de Paul, teksten: Johnny Mercer. zijn in de film te horen:
- Bless Your Beautiful Hide - door Howard Keel
- Bless Your Beautiful Hide (Reprise) - door Howard Keel
- Wonderful, Wonderful Day - door Jane Powell
- When You're in Love - door Jane Powell / Howard Keel
- Goin' Courtin' - door Jane Powell, Jeff Richards, Matt Mattox, Tommy Rall, Russ Tamblyn
- Social Dance - MGM Studio Orchestra
- Barn-Raising Dance - MGM Studio Orchestra
- Lonesome Polecat - door Matt Mattox, Bill Lee, Jeff Richards, Tommy Rall, Russ Tamblyn
- Sobbin' Women - door Howard Keel, Tommy Rall, Jeff Richards, Matt Mattox & Russ Tamblyn
- Sobbin' Women (Reprise) - door Howard Keel
- June Bride - door Ruta Lee, Julie Newmar, Norma Doggett, Nancy Kilgas
- Spring, Spring, Spring - door Julie Newmar, Jeff Richards, Ruta Lee, Tommy Rall
- Goin' Courtin' (Reprise) - door Jane Powell en ensemble

## Vervolg
Tussen 19 september 1982 en 2 juli 1983 zond CBS een televisieserie uit onder de naam Seven Brides for Seven Brothers. De serie was losjes gebaseerd op de film uit 1954.